# Калиновка (Шаргородский район)
Калиновка (укр. Калинівка, пол. Kalinówka) — село на Украине, находится в Шаргородском районе Винницкой области.
Код КОАТУУ — 0525386203. Население по переписи 2001 года составляет 383 человека. Почтовый индекс — 23512. Телефонный код — 4344.
Занимает площадь 11,18 км².

## Религия
В селе действует храм преподобного Онуфрия Великого Шаргородского благочиния Могилёв-Подольской епархии Украинской православной церкви.

## Адрес местного совета
23510, Винницкая область, Шаргородский р-н, с. Плебановка, ул. Кирова, 23